# Ján Baran
Ján Baran, také Ján Baran-Štiavnický, (12. července 1918 Banská Štiavnica – 5. března 1962 Bratislava) slovenský hudebník, hudební skladatel a úředník.

## Život
Narodil se v Banské Štiavnici. Jeho otec byl Tomáš Baran a matka Veronika roz. Tomanová. V rodném městě absolvoval měšťanskou školu a hudbu studoval na místní hudební škole. Nejprve hrál na housle (od roku 1926 byl jeho učitelem K. Váľa) a později na křídlovku. V letech 1935–1937 byl elévem u vojenské hudby v Banské Bystrici.
Stal se úředníkem u finanční pohraniční stráže po roce 1946 byl zaměstnancem Povereníctva pôšt v Bratislavě. Hudbě se věnoval pouze ve volném čase. Komponoval převážně komorní hudbu. Jeho skladby se hrály na koncertech Lidové umělecké tvořivosti a některé z nich byly uvedeny i v Československém rozhlase (1945 a 1947).

## Dílo
- Smyčcový kvartet G-dur (1950)
- Smyčcový kvartet F-dur (1951)
- Terceto pro dvoje housle a violu (1953)
- Koncertino pro housle a klavír (1953)
- Melancholia (orchestrální skladba)

Kromě toho komponoval instruktivní skladby pro housle a klavír, pochody a drobné příležitostné skladby.